# Игре малих земаља Европе 1987.
2. Игре малих земаља Европе одржане су од 24. до 27. маја 1987. у Монаку. Организатор игара био је Атлетски савез малих земаља Европе (AASSE) , a учествовало је 468 спортиста из 8 земаља, који су се такмичили у 9 спортова.

## Земље учеснице
1. Андора
2. Исланд
3. Кипар
4. Лихтенштајн
5. Луксембург
6. Малта
7. Монако
8. Сан Марино

## Спортови
| - Атлетика - Бициклизам - Ватерполо - Кошарка(детаљи) - Одбојка |  | - Пливање - Стрељаштво - Тенис - Џудо |

## Биланс медаља
Исланд је још једном доминирао на такмичењима, освојивши 27 златних медаља, јер су његов главни ривал, Кипар, пало на треће место - што је најнижи пласман Кипра у историји Игара малих држава Европе.
Овај пут 3 земље Лихтенштајн, Монако и Малта) успели су да освоје своје прве златне или сребрне медаље. Једино је Андора као и на 1, Играма остала без златних и сребрних медаља.
Коначан пласман::
| Пласман | Земља       |    |    |    | Укупно |
| ------- | ----------- | -- | -- | -- | ------ |
| 1.      | Исланд      | 27 | 14 | 7  | 48     |
| 2.      | Луксембург  | 15 | 25 | 22 | 62     |
| 3.      | Кипар       | 13 | 17 | 16 | 46     |
| 4.      | Монако      | 6  | 3  | 11 | 20     |
| 5.      | Лихтенштајн | 3  | 1  | 6  | 10     |
| 6.      | Сан Марино  | 1  | 5  | 5  | 11     |
| 7.      | Малта       | 1  | 1  | 4  | 6      |
| 8.      | Андора      | 0  | 0  | 1  | 1      |
|         | Укупно {8}  | 66 | 66 | 72 | 204    |

## Укупни биланс медаља после 2. Играра малих земаља Европе 1987.
| Пласман | Земља       |     |     |     | Укупно |
| ------- | ----------- | --- | --- | --- | ------ |
| 1.      | Исланд      | 48  | 21  | 11  | 80     |
| 2.      | Кипар       | 28  | 25  | 25  | 78     |
| 3.      | Луксембург  | 26  | 48  | 40  | 114    |
| 4.      | Монако      | 6   | 3   | 13  | 22     |
| 5.      | Сан Марино  | 3   | 16  | 16  | 35     |
| 6.      | Лихтенштајн | 3   | 1   | 10  | 14     |
| 7.      | Малта       | 1   | 1   | 5   | 7      |
| 8.      | Андора      | 0   | 0   | 5   | 5      |
|         | Укупно {8}  | 115 | 115 | 125 | 355    |